# サクライタケシ
サクライ タケシ（2月11日 - ）は日本の漫画家。男性。既婚者。

## 略歴
高校入学後、不登校になって3年間引きこもった。その頃は『週刊少年ジャンプ』が心の支えであり、漫画家を志すきっかけにもなったという。
「桜井建志」名義でジャンプ十二傑新人漫画賞2007年5月期に読切『除霊少女ヤミコさん』を投稿、十二傑賞を受賞した。同作は『週刊少年ジャンプ』2007年32号に掲載されデビューを果たす。その後は毎日1ページのギャグマンガ（計約200作）を描き、何度か読切が掲載されるも、アンケートが取れずにフェードアウトしていった。
その後、おにぎり屋に就職したが、かつての担当編集・M山から要請を受けて漫画製作を再開。『少年ジャンプ+』2014年9月22日より、『週刊少年ジャンプ』のルポルタージュ漫画『ジャンプの正しい作り方!』を連載する。以来、おにぎり屋の仕事を続けながら漫画家としても活動している。
『少年ジャンプ+』2017年2月16日より『すすめ!ジャンプへっぽこ探検隊!』を連載中。同作第5話（2017年6月14日配信）にて、おにぎり屋の社員からアルバイトになったことを明かしている。

## 人物
おにぎり屋なので、自画像はおにぎりの顔で描かれる。
既婚で、妻もたびたび作品に登場している。なお、妻はメロンパンが好きなので、顔がメロンパンとして描かれる。

## 作品リスト

### 漫画
- 太字は連載作品
- 略称
  - WJ：週刊少年ジャンプ、赤マル：赤マルジャンプ、J+：少年ジャンプ+、JP：ジャンプPAINT（いずれも集英社）

| タイトル                                           | 形式 | 掲載号                          | 収録  | 備考                                                    |
| -------------------------------------------------- | ---- | ------------------------------- | ----- | ------------------------------------------------------- |
| 除霊少女ヤミコさん                                 | 読切 | WJ 2007年32号                   |       | 桜井建志名義 2007年5月期十二傑新人漫画賞十二傑賞受賞    |
| シンクろっ！                                       | 読切 | 赤マル2008 SUMMER               |       | 桜井建志名義                                            |
| 天才霊能力美少女レレレのレイコさん                 | 読切 | 赤マル2010 WINTER               |       | 桜井建志名義                                            |
| ジャンプの正しい作り方!                            | 連載 | J+ 2014年9月22日 - 2017年1月5日 | 全1巻 | [ 5 ]                                                   |
| すすめ!ジャンプへっぽこ探検隊!                     | 連載 | J+ 2017年2月16日 - 連載中       | 既1巻 | 単行本タイトルは『少年ジャンプに人生賭けてみた』        |
| アニメ「カラダ探し」アフレコ現場を覗いてきました!! | 読切 | J+ 2017年7月30日                |       | [ 6 ]                                                   |
| HEPPOKO NEWS＋                                     | 読切 | J+新連載報告ページ内の4コマ     |       | [ 7 ]                                                   |
| ジャンプPAINTで描いてみた!                         | 読切 | J+ 2017年10月4日                |       | [ 8 ]                                                   |
| すすめ!ジャンプへっぽこ探検隊!番外編               | 読切 | WJ 2017年45号                   |       | 本編8話でWJ編集長N野との勝負で出張掲載が決定            |
| ジャンプPAINTを使ってみた!                         | 連載 | JP サクライのTwitter            |       | [ 9 ]                                                   |
| ジャンプPARTYでパーティーしてみた!                 | 読切 | J+ 2018年3月21日                |       | [ 10 ]                                                  |
| ジャンプUTのできるまで!                            | 連載 | J+ 2018年3月25日 - 4月15日      |       | 短期集中連載、全4話                                     |
| 主人公への道のり＠すず                             | 読切 | J+ 2019年3月25日                |       | 原作担当。漫画：萩原あさ美 TikTokとのコラボキャンペーン |
| 主人公への道のり＠KAZUちぇる                       | 読切 | J+ 2019年3月25日                |       | 原作担当。漫画：仲島歩 TikTokとのコラボキャンペーン     |
| 主人公への道のり＠泉ひかり                         | 読切 | J+ 2019年6月27日                |       | 原作担当。漫画：伊科田海 TikTokとのコラボキャンペーン   |

### その他
- TEPPANのアルバム「FRICTIONPOOL」収録曲「アトム」のミュージックビデオ制作[13]